# Herbert Mataré

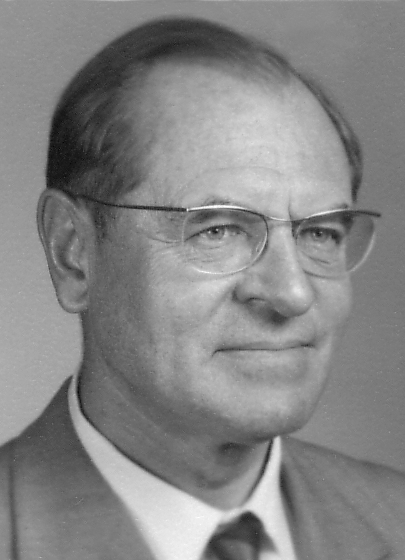
Herbert F. Mataré (1950)

Herbert Franz Mataré (* 22. September 1912 in Aachen; † 2. September 2011) war ein deutscher Physiker. Der Schwerpunkt seiner Forschungen lag auf dem Gebiet der Halbleiterforschung. Seine bekannteste Arbeit ist die Entwicklung des ersten funktionsfähigen europäischen Transistors. Er entwickelte und patentierte diesen zusammen mit Heinrich Welker in der Nähe von Paris zur gleichen Zeit und unabhängig von den Ingenieuren der Bell Laboratories in den USA.

## Leben
Sein Vater war der Künstler Josef Mataré (19. März 1880 – 25. September 1966). Sein Bruder war der Bildhauer Ewald Mataré.
Mataré studierte Mathematik, Chemie, Elektrochemie, Atomphysik und Festkörperphysik an der Technischen Hochschule Aachen und an weiteren Universitäten. 1939 erhielt er den Dipl.-Ing. in Angewandter Physik in Aachen. Es folgte ein Aufbaustudium der Mathematik, Physik und Chemie an der Universität Genf. Im Jahr 1939 trat er in das Telefunken-Entwicklungslaboratorium in Berlin ein, das unter der Leitung von Wilhelm Runge stand. Zu dieser Zeit war klar, dass die Miniaturisierung der Vakuumröhren an technologische Grenzen stieß und nach Ersatzlösungen gesucht werden musste. Dazu boten sich Festkörperschaltungen und die Anwendung des Transistorprinzips der Erfindungen von Julius Edgar Lilienfeld, Oskar Heil, Walter Schottky und Robert Wichard Pohl an. Nachdem Anfang März 1943 das Telefunkenwerk Zehlendorf bei einem alliierten Luftangriff auf Berlin getroffen worden war, wurden alle Telefunken-Entwicklungslabors in das Zisterzienserkloster Leubus in Schlesien verlagert, wo sich Mataré mit der Verbesserung der Empfindlichkeit von Zentimeterwellenempfängern beschäftigte. 1943 wurde er an der Technischen Hochschule Berlin zum Dr.-Ing. promoviert.
Später gelangte er über Thüringen, Wabern bei Kassel und über Aachen, wo er 1945/46 Vorlesungsassistent bei Walter Rogowski und Wilhelm Fucks am physikalischen und elektrotechnischen Institut der RWTH war, zur Compagnie des Freins et Signaux Westinghouse, einer kleinen Firma in Aulnay-sous-Bois bei Paris. 1950 erlangte er den „Dr. sc. phys.“ an der École normale supérieure  in Paris. Er siedelte 1953 in die USA über und nahm verschiedene Stellungen und Beratertätigkeiten für Laboratorien an. Im Jahr 1957 nahm er Verbindungen zu TeKaDe in Nürnberg auf, zog nach Deutschland zurück und baute das dortige Halbleiterlaboratorium auf. Fünf Jahre später nahm er ein Angebot der Bendix-Laboratorien an und zog erneut in die USA, wo er seitdem viele Jahre lebte.

## Wirken

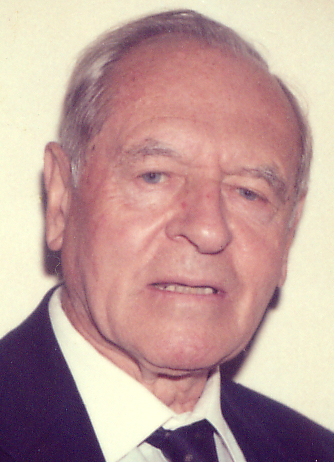
Herbert Mataré (1990)

Zur gleichen Zeit wie die US-amerikanischen Forscher entwickelten die deutschen Forscher Mataré und Welker in den Jahren 1945 bis 1948 den ersten funktionsfähigen „französischen Transistor“ bei der kleinen Firma F & S Westinghouse in Aulnay-sous-Bois bei Paris. Sie reichten dafür am 13. August 1948 eine Patentanmeldung ein. Am 18. Mai 1949 wurde diese europäische Erfindung als „Le Transistron“ der Öffentlichkeit präsentiert.
Mataré gründete 1951/52 die Firma Intermetall in Düsseldorf, die weltweit erste Firma, die Dioden und Transistoren anbot. Sie wurde durch eine US-amerikanische Holding-Firma finanziert und später an die Clevite Corporation verkauft. Der spätere Name nach einer weiteren Übernahme durch die ITT Holding war „INTERMETALL Halbleiterwerk der Deutsche ITT Industries GmbH“.

## Auszeichnungen und Ehrungen (Auswahl)
- IEEE Fellow “For contributions to understanding of high-frequency semiconductor devices, and crystal properties, and electronic effects of dislocations.”
- „Member emeritus“ der New York Academy of Sciences
- Preisträger des „Ehrenrings 2008“[8] der Eduard-Rhein-Stiftung[9][10]

## Veröffentlichungen (Auswahl)
- Von der Radartechnik zur modernen Kommunikationstechnik. In: Tele-Kommunikation aktuell. 9/02, 10/02 (in einem Band). Verlag für Wissenschaft und Leben Georg Heidecker, September 2002, ISSN 1619-2036, S. 1–59.
- Der Konversionswirkungsgrad von Dioden. In: Zeitschrift für Hochfrequenztechnik und Elektroakustik. Band 6, 1944, S. 62.
- Observations concernant l’effet de transistance. In: L’Onde Electrique. November 1950.
- Oberwellenmischung mit Kristalldioden. In: Archiv der Elektrischen Übertragung. Band 7, 1953, S. 1–15.
- Electronic Properties of Germanium Bicrystals. In: 24th Conference on Physical Electronics, MIT. März 1964.
- Field Dependance of Photoresponse and Heterodyning of Optical Signals. In: International Journal of Electronics. Band 19, Nr. 5, November 1960, S. 405–437.
- Heteroepitaxy. In: Scientia Electrica, ETH Zürich. Teil 1, Band XV Fasc.3 und Teil 2 Fasc.4, 1969.
- The Electronic Properties of Epitaxial Layers. In: Solid State Technology. Teil 1: Febr. 1976, Teil 2: March 1976, 1976.
- Applied Physics Review: Carrier Transport at Grain Boundaries in Semiconductors. In: Journal of Applied Physics. Band 56, Nr. 10, 15. November 1984.
- Defect Alignment in Grain Boundaries as Quantum Wells. In: Applied Physics Letters. Band 65, Nr. 26, 26. Dezember 1994.

## Patente (Auswahl)
Mataré meldete mehr als 80 Patente an. Die folgende Liste stellt eine Auswahl da.
- Patent  US2552052: Push-pull converter of the crystal type for ultra-short waves. Erfinder: H. F. Mataré (französische Priorität vom 23. Mai 1947).‌
- Patent  FR1010427: Nouveau système cristallin à plusieurs électrodes réalisant des effects de relais électroniques. Angemeldet am 13. August 1948, Anmelder: Westinghouse, Erfinder: H. F. Mataré, H. Welker.‌
- Patent  US2673948: Crystal device for controlling electric currents by means of a solid semiconductor. Anmelder: Westinghouse, Erfinder: H. F. Mataré, H. Welker (französische Priorität vom 13. August 1948).‌